# The Grand Experiment
The Grand Experiment is een studioalbum van Neal Morse en zijn soloband als the Neal Morse Band. Het album is in korte tijd gecomponeerd en opgenomen. Morse heeft vooraf geen ideeën uitgewerkt. Het was de eerste keer dat hij op deze manier een album heeft opgenomen. De titel van het album heeft dan ook betrekking op dit proces.
Het album is uitgebracht op 10 februari 2015 in 3 uitvoeringen: cd, een special edition met een bonus-cd en -dvd, en een vinyluitvoering inclusief de dubbel-cd. Op 7 januari werd al een videoclip uitgebracht voor het titelnummer.

## Nummers
| Nr. | Titel                | Duur  |
| --- | -------------------- | ----- |
| 1.  | The Call             | 10:15 |
| 2.  | The Grand Experiment | 5:30  |
| 3.  | Waterfall            | 6:32  |
| 4.  | Agenda               | 3:45  |
| 5.  | Alive Again          | 26:42 |

| Nr. | Titel                                                                                                   | Duur  |
| --- | --- | ----- |
| 1.  | New Jerusalem (Freedom is coming)                                                                       | 7:14  |
| 2.  | Doomsday Destiny                                                                                        | 5:30  |
| 3.  | MacArthur Park (cover van Richard Harris - geschreven door Jimmy Webb - gearrangeerd door Bill Hubauer) | 10:56 |
| 4.  | The Creation (live at Morsefest)                                                                        | 18:58 |
| 5.  | Reunion (live at Morsefest)                                                                             | 10:23 |

## Bandleden
- Neal Morse - producer, zang, gitaar, keyboards
- Mike Portnoy - slagwerk, achtergrondzang
- Randy George - basgitaar, achtergrondzang
- Eric Gillette - gitaar, zang, achtergrondzang
- Bill Hubauer - keyboards, zang, achtergrondzang